# Monte Formoso
Monte Formoso es un municipio brasileño del estado de Minas Gerais. Su población estimada en 2004 era de 4.660 habitantes.